# Arrondissement di Arlon
L'arrondissement di Arlon (in francese Arrondissement d'Arlon, in olandese Arrondissement Aarlen, in lussemburghese Arrondissement Arel) è una suddivisione amministrativa belga, situata nella provincia del Lussemburgo e nella regione della Vallonia.
La popolazione dell'arrondissement di Arlon è bilingue francese e lussemburghese.

## Composizione

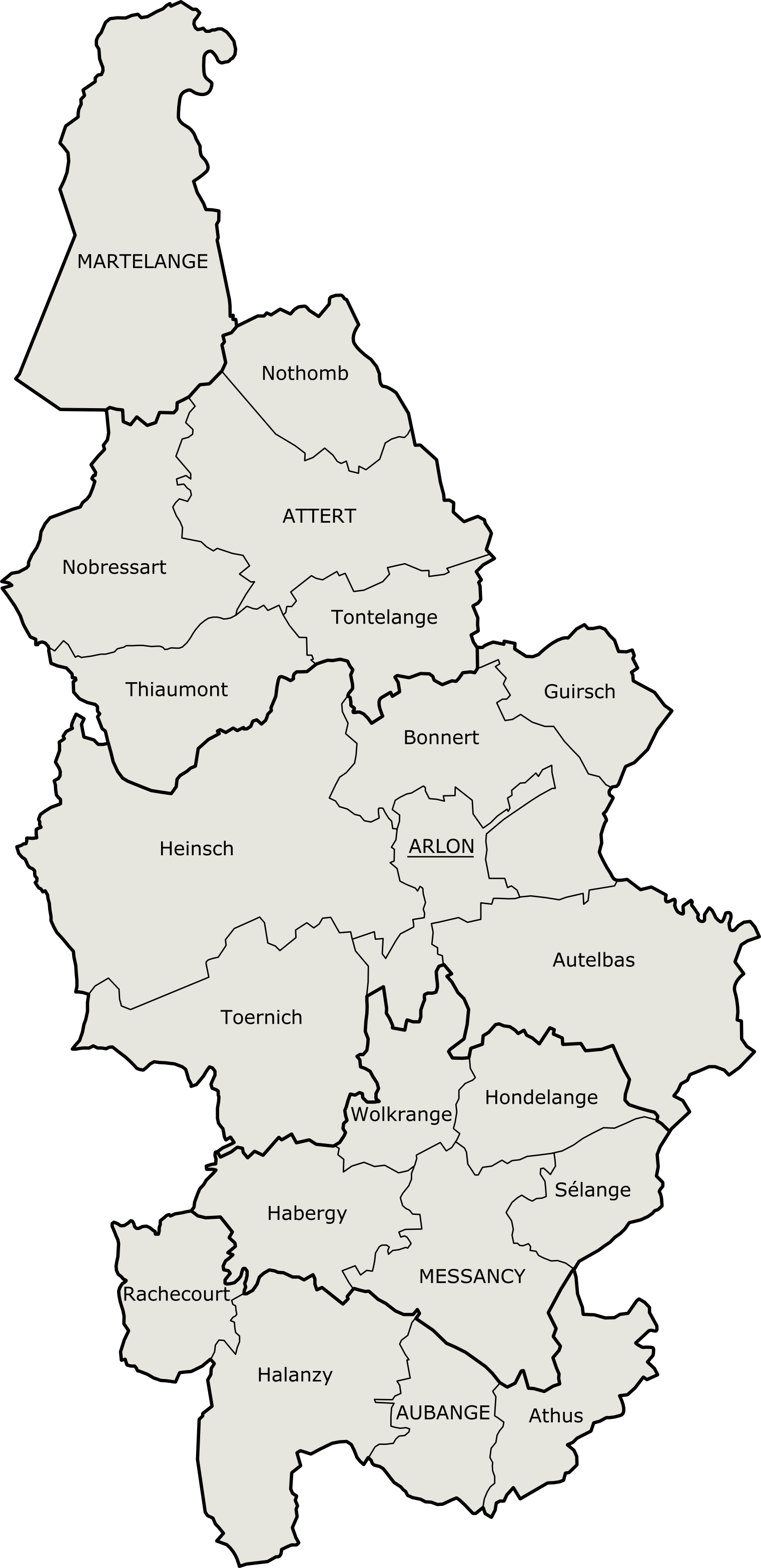
Arrondissement di Arlon con indicazione dei comuni e le suddivisioni interne

L'arrondissement di Arlon raggruppa 5 comuni:
- Arlon
- Attert
- Aubange
- Martelange
- Messancy

## Società

### Evoluzione demografica
Abitanti censiti
- Fonte dati INS - fino al 1970: 31 dicembre; dal 1980: 1º gennaio